# Alfa Trianguli
Mothallah (Mothallah, Ras al Muthallah eller med latinskt namn Caput Trianguli) eller Alfa Trianguli som är stjärnans Bayer-beteckning, är en dubbelstjärna i den södra delen av stjärnbilden Triangeln. Den har en kombinerad genomsnittlig skenbar magnitud av 3,42, är den näst ljusaste stjärnan i stjärnbilden  och är synlig för blotta ögat där ljusföroreningar ej förekommer. Baserat på parallaxmätningar i Hipparcos-uppdraget på 51,5 mas beräknas den befinna sig på ca 63 ljusårs (19 parsek) avstånd från solen.

## Nomenklatur
Stjärnan bär de traditionella namnen Ras al Muthallah eller Mothallah och Caput Trianguli som kommer från arabiska رأس المثلث ra's al-muthallath "triangelns huvud" och dess latinska översättning. År 2016 organiserade Internationella astronomiska unionen en arbetsgrupp för stjärnnamn (WGSN) för med uppgift att katalogisera och standardisera riktiga namn för stjärnor. WGSN bestämde sig för att ange riktiga namn till enskilda stjärnor i stället för hela stjärnsystem. och fastställde namnet Mothallah för Alfa Trianguli i augusti 2016 vilket nu ingår nu i listan över IAU-godkända stjärnnamn.

## Egenskaper
Primärstjärnan Alfa Trianguli A är en gul till vit underjättestjärna av spektralklass F6 IV. Den har en massa som är ca 1,7 gånger solens massa, en radie som är ca 3,2 gånger större än solens och utsänder ca 13 gånger mera energi än solen från dess fotosfär vid en effektiv temperatur på ca 6 300 K.
Alfa Trianguli är en spektroskopisk dubbelstjärna och en ellipsoidisk variabel. Huvudkomponentens följeslagare ligger endast 6 miljoner kilometer från moderstjärnan och har en omloppstid på endast 1,74 dygn.